# Ornithoctonus hainana
Ornithoctonus hainana é uma espécie de aranha pertencente à família Theraphosidae (tarântulas).